# Costus laevis
Espèce
Classification phylogénétique
Costus laevis est une espèce de plantes à fleurs de la famille des Costaceae.
C'est une plante vivace dont on trouve l'origine du Sud de l'Amérique centrale au Nord de l'Amérique du Sud, du Guatemala à la Bolivie.
Elle pousse dans des espaces ouverts en bordure de marais et de forêts de plaine.

## Description
Costus laevis est une plante herbacée qui peut mesurer jusqu'à 6 mètres de haut.
Les feuilles glabres sont d'étroitement elliptiques à étroitement ovales et s'allongent en pointes.
L'inflorescence est en forme de cône largement cylindrique et mesure de 5 à 10 cm de long avec un diamètre de 3 à 7 cm. A maturité elle peut atteindre une longueur de 25 cm sur une largeur de 9 cm.
Les bractées sont vertes, parfois rouges.
Le pétale est jaunâtre à blanc rougeâtre. Le labelle se déploie de manière obovale et comporte des rayures violettes et jaunes. Les graines ont un arille blanc.
L'espèce a été décrite pour la première fois en 1798 par Hipólito Ruiz López et José Antonio Pavón y Jiménez